# Willi Blöß

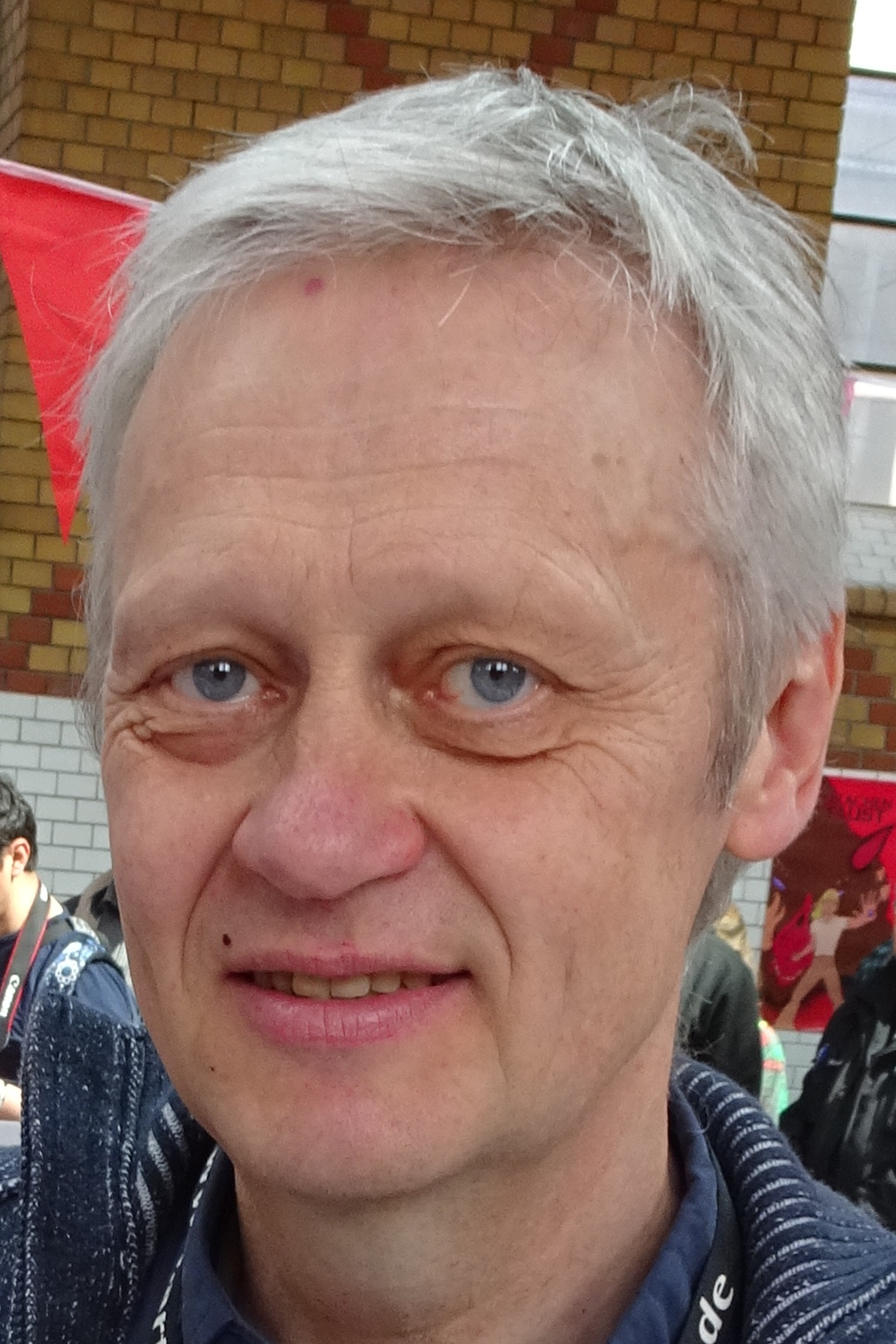
Willi Blöß en 2018

Willi Blöß (Myhl, 12 de octubre de 1958) es un historietista, ilustrador y caricaturista alemán.

## Vida
Entre 1980 y 1985 estudió arquitectura en la Universidad Técnica de Aquisgrán. Después de conseguir su título ha trabajado como ilustrador. Compaginó sus trabajos en agencias de publicidad y editoriales con la ilustración de historietas. Entre 1987 y 1991 trabajó como traductor en la editorial Schreiber & Leser. Entre 1987 y 1992 trabajó como editor y dibujante en la revista de cómics OUTSIDE junto con otros artistas de origen alemán y francés. Colaboró entre los años 1992 y 1996 como crítico de cómics para el diario Aachener Nachrichten, donde poseía su propia página mensual. De 1993 a 1996 condujo un curso sobre narrativa gráfica en la FH Aachen.
Junto a Thomas Henseler elaboró una historieta con fines publicitarios, Schnuppis Abenteuer, para la firma C&A, protagonizada por un perro amarillo con pintas rojas de nombre Schnuppi, que había sido diseñado por Jimmy Murakami en 1976. También se encargó del diseño de otros artículos publicitarios, como peluches y figuritas de plástico.
A partir del año 2000 empezó a trabajar en unas biografías ilustradas de distintos artistas. Algunos de esos tomos se publicaron en Estados Unidos y España. En 2011 participó junto con su editorial en el Día del Comic Gratis con un cómic sobre Frida Kahlo. En abril de 2014 participó en el Comiciade en el Forum Ludwig de Arte Internacional.

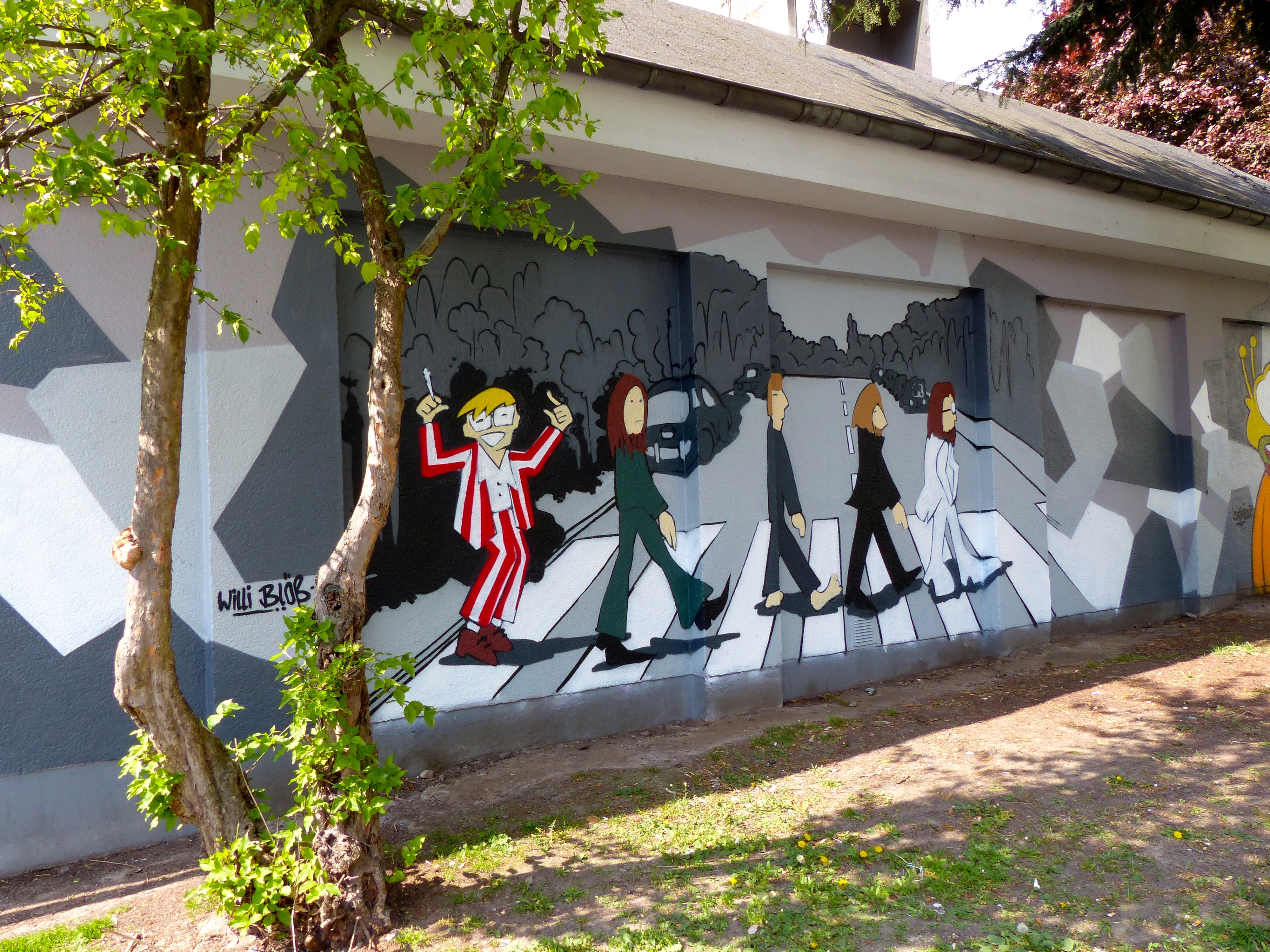
Mural de Willi Blöß pintado durante el Comiciade.

Desde 1979 reside y trabaja en Aquisgrán.

## Reconocimientos
- Deutscher Biographiepreis por su colección de biografías (2012)[5]